# Кадрод ап Кинвид
Кадрод (валл. Cadrod; 507—556) — король Калхвинета (до 556).

## Биография
Кадрод — сын Кинвида, короля Кинвидиона. Став королём, он изменил название королевства Кинвидион на Калхвинет, что в переводе означает «меловые горы» или «известняковые холмы».
Он появляется как один из сыновей Кинвида Кинвидиона в "Bonedd Gw_r y Gogledd", там же как отец Испуиса и предок святых Тегвана и Элиан Геймиада. Говорят, что его женой была Гуригон Готеу верх Брихан. В поздних родословных, таких как «The Return of the Commission to find out the Pedigrees of Owen Tudor», он описан как «граф Данстейбл и лорд Хамтуна (Нортгемптона)», где дан его герб. В Peniarth MS.135 p.300, где приводится его герб (!), его называют Iarll Dwnstabl (Ярл Данстейбла) ac arglwydd Swydd Hamtwn (правитель Суит Хамтуна, то что англо-саксы назовут  Хэмпширом). Есть проблема с его датой, поскольку кажется невозможным, что он был сыном Кинвида и отцом Испвиса. Он упоминается поэтом Гвилим Ди из Арвона:" Myvyr giriet ket Kadrawt Kalchvynyd". Если же имелось ввиду владения в северном Хамптоне, а не Беркшир, то есть версия что это территория Гвента, союзника Калхвинеда.
В 552 году в битве при Серобурге он был разбит войсками Кинрика. В 556 году произошла битва с ним же при Беранбурге, где Кадрод был снова побежден и погиб. Ему наследовал его сын Испуис.